# Azmatullah Omarzai
Azmatullah Omarzai (paschtunisch عظمت الله عمرزی; * 24. März 2000 in Nangarhar, Afghanistan) ist ein afghanischer Cricketspieler, der seit 2021 für die afghanische Nationalmannschaft spielt.

## Kindheit und Ausbildung
Omarzai war Teil des afghanischen Teams bei der ICC U19-Cricket-Weltmeisterschaft 2018.

## Aktive Karriere
Omarzai gab sein Debüt in der Nationalmannschaft in einem ODI im Januar 2021 gegen Irland. Sein Debüt im Twenty20-Cricket folgte im März 2022 in Bangladesch. Im zweiten Spiel der Serie erreichte er 3 Wickets für 22 Runs und wurde als Spieler des Spiels ausgezeichnet. Er war Teil des afghanischen Teams beim ICC Men’s T20 World Cup 2022 und absolvierte dort zwei Spiele. Im Jahr darauf folgte eine Nominierung zum Cricket World Cup 2023.